# Giant Steps
Giant Steps är ett musikalbum av saxofonisten John Coltrane som lanserades 1960 på skivbolaget Atlantic Records. Skivans titelspår anses ha varit mycket viktigt i utvecklingen av jazz och dess ackordföljd har blivit känd som "the Coltrane changes". Alla  inspelningar på albumet utom "Naima" gjordes i maj 1959. Skivan var Coltranes sista skiva inom bopen, innan han började utforska modal jazz. Albumet listades som #232 i magasinet Rolling Stones lista The 500 Greatest Albums of All Time.

## Låtlista
Alla stycken är komponerade av John Coltrane.
1. Giant Steps – 4:43
2. Cousin Mary – 5:45
3. Countdown – 2:21
4. Spiral – 5:56
5. Syeeda's Song Flute – 7:00
6. Naima – 4:21
7. Mr. P.C. – 6:57

## Medverkande musiker
- John Coltrane – tenorsaxofon
- Paul Chambers – kontrabas
- Tommy Flanagan – piano (ej spår 6)
- Art Taylor – trummor (ej spår 6)
- Jimmy Cobb – trummor (spår 6)
- Wynton Kelly – piano (spår 6)